# Digitaria gracillima
Digitaria gracillima är en gräsart som först beskrevs av Frank Lamson Scribner, och fick sitt nu gällande namn av Merritt Lyndon Fernald. Digitaria gracillima ingår i släktet fingerhirser, och familjen gräs. Inga underarter finns listade i Catalogue of Life.